# Abaris (Cyzique)
Pour les articles homonymes, voir Abaris.
Dans la mythologie grecque, Abaris (en grec ancien Ἀβάρις / Abáris) est le nom d'un habitant de Cyzique. Il est tué par Jason lors du massacre de Cyzique perpétré par les Argonautes.

## Jason à Cyzique
Quittant Lemnos, les Argonautes abordent la presqu'île d'Artaki, sur la côte sud de la Propontide. Ils y séjournent agréablement, hôtes du roi Cyzique. Après leur départ, une brise les repousse en pleine nuit sur l'autre flanc de la presqu'île. Mais les habitants — les Dolions ou Doliones — ne les reconnaissent pas et croient à une invasion. Un violent combat s'engage, au cours duquel plusieurs Dolions périssent massacrés par Jason et ses camarades, dont Abaris et le roi Cyzique.
Le drame aurait été provoqué par Cybèle, rendue furieuse après que Cyzique a tué par mégarde à la chasse le lion qui tirait habituellement son char, et en a suspendu la tête tranchée à la porte de son palais — une humiliation pour la déesse.

## Note
Abaris n'est pas mentionné dans la version de la geste que donne Apollonios de Rhodes.
Chez Pindare, Hérodote et Platon son nom est également porté par un prêtre et thaumaturge scythe du VIe siècle av. J.-C. ou Ve siècle av. J.-C., lié aux mythes d'Orphée. Chez les Romains, il peut s'agir d'un guerrier rutule, caucasien, ou encore de l'écuyer d'Hannibal.